# 五月起义
五月起义 (羅馬化：Mayisyan apstambutyun)是亚美尼亚布尔什维克于1920年5月10日在亚历山德罗波尔（今天的久姆里） 发动的失败的起义。起义最终于5月14日被亚美尼亚政府镇压，其领导人被处决。虽然起义失败，但在苏俄的第11集团军于11月入侵该国后，亚美尼亚被苏维埃化。1920年，土耳其民族主义者占领了亚美尼亚的西半部。从1920 年到1980年代末的苏联时期，这场起义及其被处决的领导人受到普遍赞扬，直到1980年代卡拉巴赫运动兴起，亚美尼亚反苏情绪高涨，这场起义才被重新评估。今天，这场起义在亚美尼亚仍然是一个有争议的话题。

## 背景
自1918年亚美尼亚民主共和国成立以来，由于局势动荡，各政党和不同派别大多避免发生内部冲突或发动针对占主导地位的达什纳克楚琼党的叛乱。当时亚美尼亚面临严重的经济和人口危机，并在两年里与四个邻国中的三个发生了战争（土耳其、阿塞拜疆和格鲁吉亚)。1920年初布尔什维克军队挺进南高加索后，这种情况发生了变化。这次起义主要是由俄裔亚美尼亚布尔什维克组织的，因为大多数来自奥斯曼帝国的亚美尼亚难民对布尔什维克主义是“冷漠”或“敌对”的。相反，部分亚美尼亚军队同情起义，他们听从起义上尉萨尔吉斯·穆萨耶利安的指示。自1919年2月以来，穆萨耶利安在亚历山德罗波尔指挥名为瓦尔丹·佐拉瓦尔 (Vardan Zoravar) 的装甲列车。

## 起义
受到1920年4月下旬红军入侵阿塞拜疆的鼓励，以阿维斯·努里贾扬为首的亚美尼亚布尔什维克于5月发动了叛乱。 起义在1920 年5月1日的国际劳动节后爆发，布尔什维克在首都 埃里温 和其他城市举行示威反对亚美尼亚政府。
在穆萨耶利安指挥下的装甲列车“瓦尔丹·佐拉瓦尔”及其乘员加入布尔什维克叛军后，叛乱升级，布尔什维克叛军成立了革命委员会（“Armkom”），并于5月10日宣布亚美尼亚成为一个苏维埃国家。布尔什维克叛军成功占领了亚历山德罗波尔、卡尔斯和萨勒卡默什。1920年5月5日，亚历山大·卡蒂西安内阁辞职，新政府在哈莫·奥甘贾尼扬领导下成立，内阁完全由达什纳克楚琼党员组成。由于亚美尼亚处于紧急状态，议会放弃了对政府的权利。塞布·纳尔塞西安被任命为指挥官来镇压起义。5月13日，他的部队到达亚历山德罗波尔，第二天，叛军离开该市，政府军进入该市并建立了秩序。

## 事后
起义的领导人，包括萨尔吉斯·穆萨耶利安和古卡斯·古卡相最初被监禁，这是因为苏俄政府于6月4日警告称，如果“继续迫害共产党人”，那么外交关系将“受到损害”，以及当时几位著名的达什纳克楚琼党员在苏俄和阿塞拜疆被监禁。在苏联入侵赞格祖尔并逮捕折磨达什纳克楚琼党员之后，亚美尼亚共产党在亚美尼亚被取缔。亚美尼亚的国内局势日益恶化，政府在人民和盟军官员中失去了威望。 三个月后，亚历山德罗波尔条约于12月3日签署，将部分亚美尼亚领土划分给土耳其和苏联的统治。随后，独立的亚美尼亚其余地区的新政府为日后实现起义所寻求的目的的新政府的成立扫清了道路。亚美尼亚苏维埃社会主义共和国于1922年宣布成立并成为苏维埃社会主义共和国联盟的组成部分，最终在1991年苏联解体后重新获得独立。